# ABC Supply 500
Das ABC Supply 500 war ein Automobilrennen in Long Pond, Pennsylvania, Vereinigte Staaten. Es wurde erstmals 1971 als Rennen der USAC Championship Car ausgetragen. Es fand bis 1989 jährlich statt und zählte ab 1982 zur Indy Car World Series. 2013 kehrte es in den Rennkalender der IndyCar Series zurück. 2019 wurde das Rennen zuletzt ausgetragen.

## Geschichte

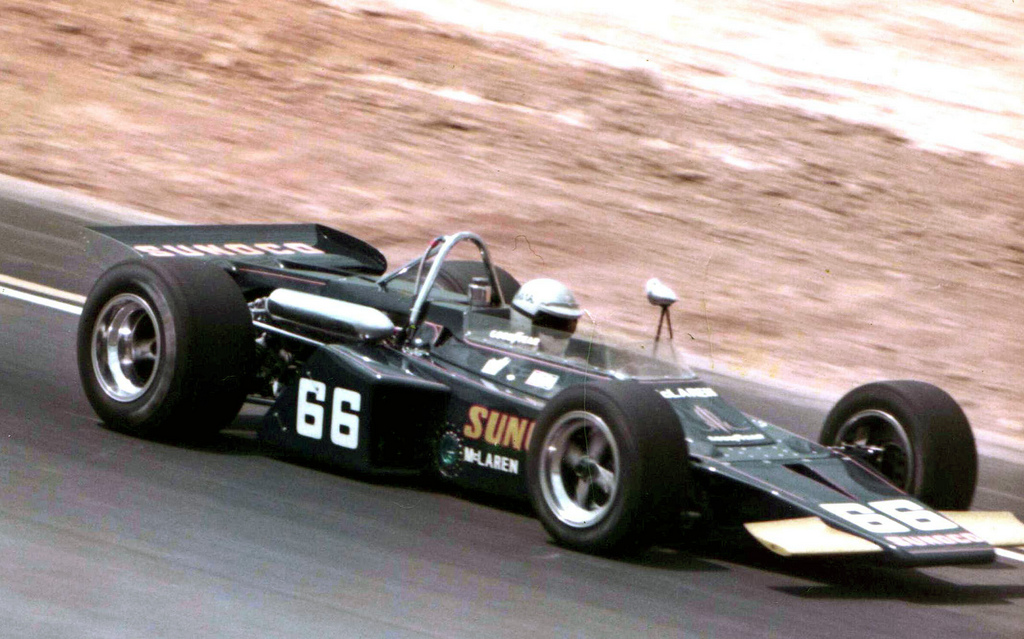
Sieger 1971: Marc Donohue

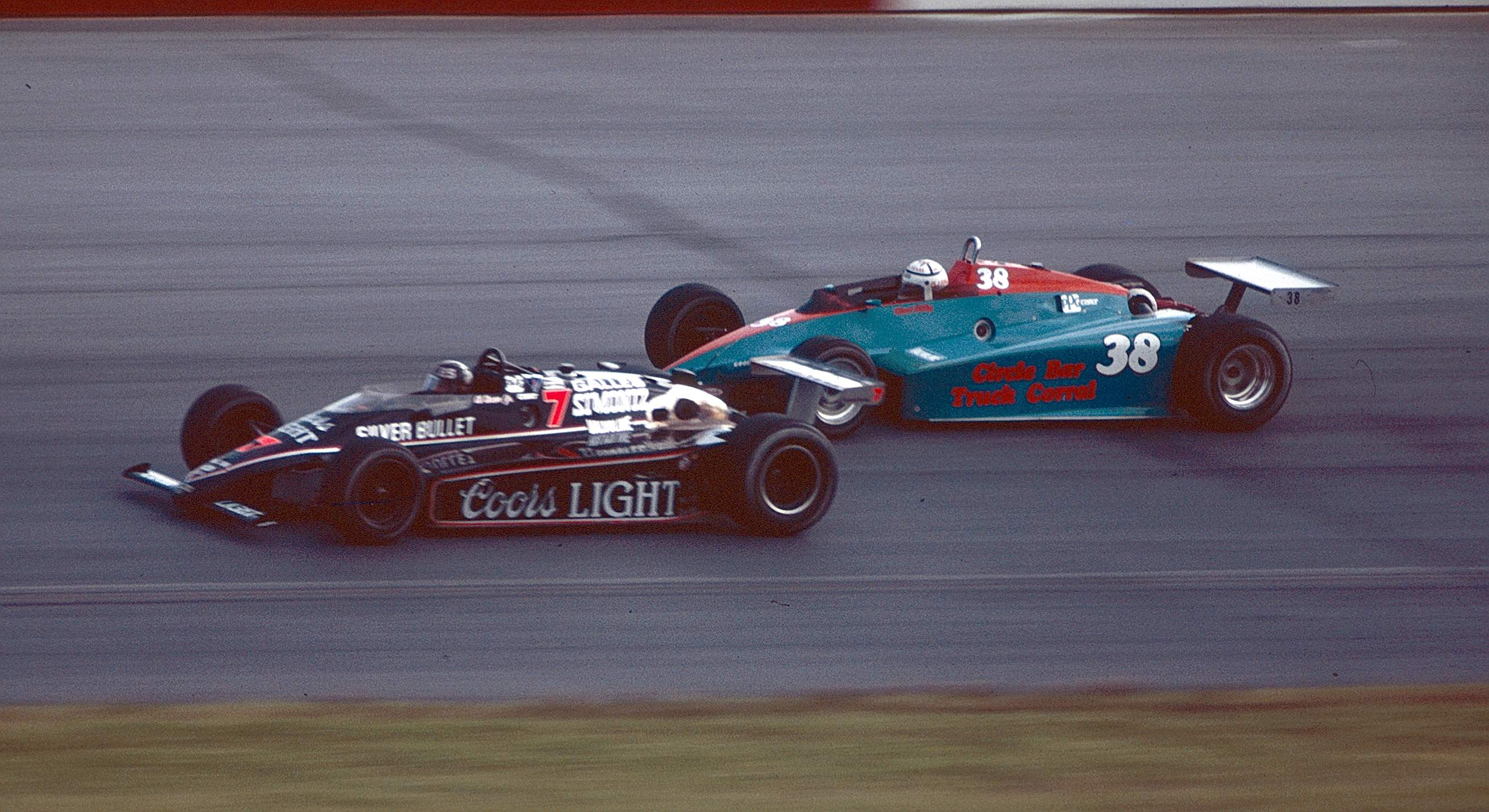
1984: Al Unser jr. (Nr. 7) schied in Runde 153 nach einem Unfall aus. Chet Filip (Nr. 38) wurde 15. mit 13 Runden Rückstand.

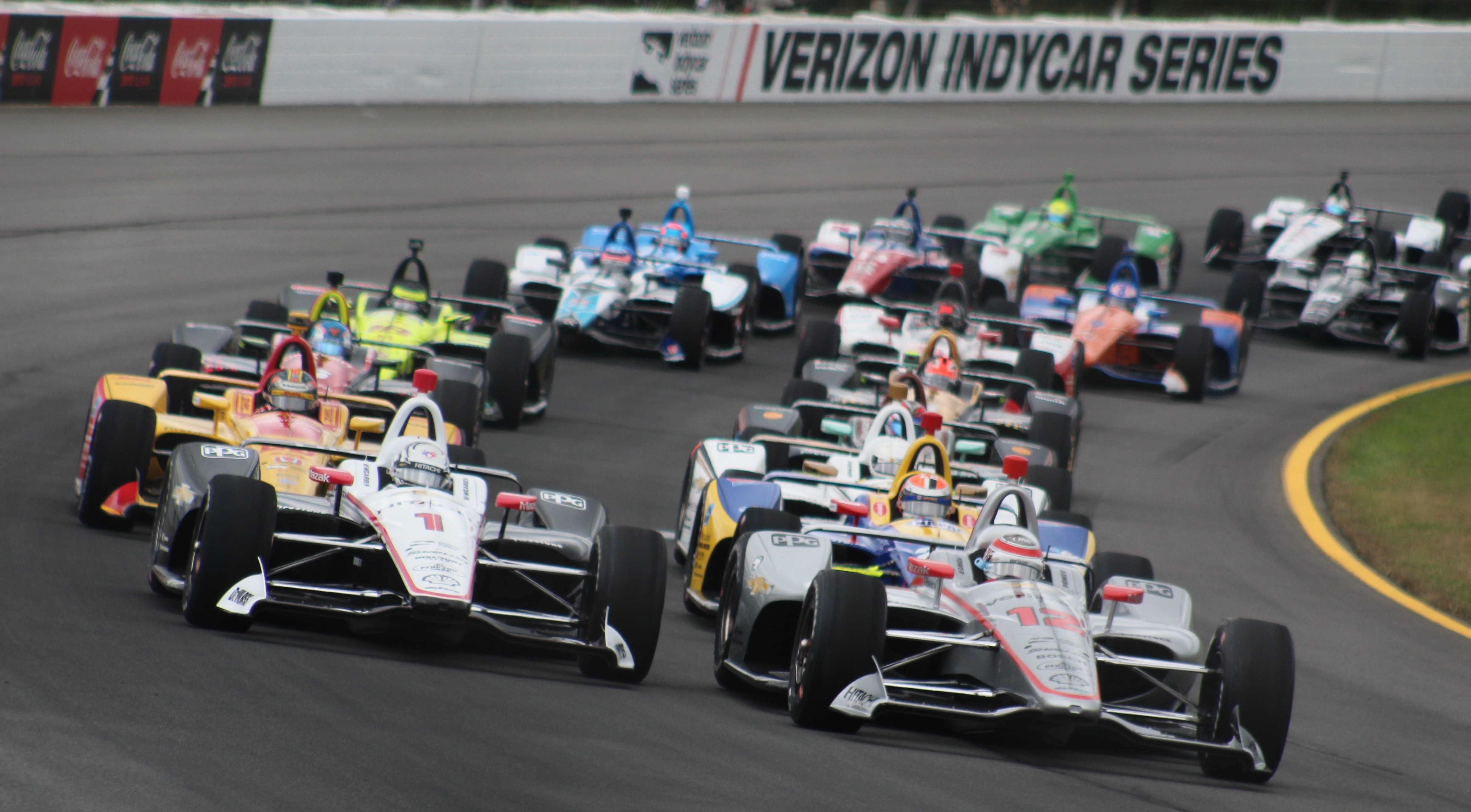
Rennstart 2018

Auf dem Pocono Raceway wurde mit dem Schaefer 500 erstmals 1971 ein Rennen der höchsten Klasse des American Championship Car Racing ausgetragen. Das Rennen fand bis 1989 mit wechselnden Namen jährlich statt. 1982 wechselte es in die Indy Car World Series. Mit dem Pocono 500 fand 1989 zum vorerst letzten Mal ein IndyCar-Rennen auf dem Pocono Raceway statt.
2013 kehrte die Veranstaltung unter dem Namen Pocono IndyCar 400 in den Rennkalender der IndyCar Series zurück. Zusammen mit dem Indianapolis 500 und dem MAVTV 500 gehörte es zur Triple Crown. 2015 erlitt Justin Wilson durch ein umherfliegendes Trümmerteil tödliche Verletzungen am Kopf. Der schwere Unfall von Robert Wickens 2018 und ein Unfall an selber Stelle ein Jahr später führten zu Diskussionen unter den Fahrern, ob noch weiter auf der Strecke gefahren werden soll. 2020 kehrte die Strecke nicht mehr in den Kalender zurück.

## Ergebnisse
| Auflage | Jahr          | Serie          | Sieger                                  | Zweiter                                    | Dritter                                | Pole-Position                          | Schnellste Runde                       |
| ------- | ------------- | -------------- | --------------------------------------- | ------------------------------------------ | -------------------------------------- | -------------------------------------- | -------------------------------------- |
| 01      | 1971          | USAC           | Mark Donohue (McLaren-Offenhauser)      | Joe Leonard (Colt-Ford)                    | A. J. Foyt (Coyote-Ford)               | Mark Donohue (McLaren-Offenhauser)     | nicht bekannt                          |
| 02      | 1972          | USAC           | Joe Leonard (Parnelli-Offenhauser)      | Johnny Rutherford (Eagle-Offenhauser)      | Al Unser (Parnelli-Offenhauser)        | Bobby Unser (Eagle-Offenhauser)        | nicht bekannt                          |
| 03      | 1973          | USAC           | A. J. Foyt (Coyote-Foyt)                | Roger McCluskey (McLaren-Offenhauser)      | Lloyd Ruby (Eagle-Offenhauser)         | Peter Revson (McLaren-Offenhauser)     | nicht bekannt                          |
| 04      | 1974          | USAC           | Johnny Rutherford (McLaren-Offenhauser) | Jimmy Caruthers (Eagle-Offenhauser)        | Gordon Johncock (Eagle-Offenhauser)    | Bobby Unser (Eagle-Offenhauser)        | nicht bekannt                          |
| 05      | 1975          | USAC           | A. J. Foyt (Coyote-Foyt)                | Wally Dallenbach sr. (Wildcat-Offenhauser) | Bill Vukovich II (Eagle-Offenhauser)   | Gordon Johncock (Wildcat-DGS)          | nicht bekannt                          |
| 06      | 1976          | USAC           | Al Unser (Parnelli-Cosworth)            | Mike Mosley (Eagle-Offenhauser)            | Wally Dallenbach sr. (Wildcat-DGS)     | Johnny Parsons (Eagle-Offenhauser)     | nicht bekannt                          |
| 07      | 1977          | USAC           | Tom Sneva (McLaren-Cosworth)            | Mario Andretti (McLaren-Cosworth)          | Gordon Johncock (Wildcat-DGS)          | A. J. Foyt (Coyote-Foyt)               | nicht bekannt                          |
| 08      | 1978          | USAC           | Al Unser (Chaparral-Cosworth)           | Johnny Rutherford (McLaren-Cosworth)       | Tom Sneva (Penske-Cosworth)            | Danny Ongais (Parnelli-Cosworth)       | nicht bekannt                          |
| 09      | 1979          | USAC           | A. J. Foyt (Parnelli-Cosworth)          | Jim McElreath (Eagle-Offenhauser)          | Larry Dickson (Penske-Cosworth)        | A. J. Foyt (Parnelli-Cosworth)         | nicht bekannt                          |
| 10      | 1980          | USAC           | Bobby Unser (Penske-Cosworth)           | Johnny Rutherford (Chaparral-Cosworth)     | Tom Sneva (McLaren-Cosworth)           | Bobby Unser (Penske-Cosworth)          | nicht bekannt                          |
| 11      | 1981          | USAC           | A. J. Foyt (March-Cosworth)             | Geoff Brabham (Penske-Cosworth)            | Tom Bigelow (Penske-Chevrolet)         | A. J. Foyt (March-Cosworth)            | nicht bekannt                          |
| 12      | 1982          | ICWS           | Rick Mears (Penske-Cosworth)            | Kevin Cogan (Penske-Cosworth)              | Bobby Rahal (March-Cosworth)           | Rick Mears (Penske-Cosworth)           | nicht bekannt                          |
| 13      | 1983          | ICWS           | Teo Fabi (March-Cosworth)               | Al Unser jr. (March-Cosworth)              | Rick Mears (Penske-Cosworth)           | Tom Sneva (March-Cosworth)             | nicht bekannt                          |
| 14      | 1984          | ICWS           | Danny Sullivan (Lola-Cosworth)          | Rick Mears (March-Cosworth)                | Bobby Rahal (March-Cosworth)           | Rick Mears (March-Cosworth)            | nicht bekannt                          |
| 15      | 1985          | ICWS           | Rick Mears (March-Cosworth)             | Al Unser jr. (Lola-Cosworth)               | Al Unser (March-Cosworth)              | Rick Mears (March-Cosworth)            | nicht bekannt                          |
| 16      | 1986          | ICWS           | Mario Andretti (Lola-Cosworth)          | Kevin Cogan (March-Cosworth)               | Pancho Carter (Lola-Cosworth)          | Michael Andretti (March-Cosworth)      | nicht bekannt                          |
| 17      | 1987          | ICWS           | Rick Mears (March-Chevrolet)            | Geoff Brabham (March-Judd)                 | Roberto Guerrero (March-Cosworth)      | Mario Andretti (Lola-Chevrolet)        | nicht bekannt                          |
| 18      | 1988          | ICWS           | Bobby Rahal (Lola-Judd)                 | Al Unser jr. (March-Chevrolet)             | Roberto Guerrero (Lola-Cosworth)       | Rick Mears (Penske-Chevrolet)          | nicht bekannt                          |
| 19      | 1989          | ICWS           | Danny Sullivan (Penske-Chevrolet)       | Rick Mears (Penske-Chevrolet)              | Michael Andretti (Lola-Chevrolet)      | Emerson Fittipaldi (Penske-Chevrolet)  | nicht bekannt                          |
|         | 1990 bis 2012 | kein Rennen    | kein Rennen                             | kein Rennen                                | kein Rennen                            | kein Rennen                            | kein Rennen                            |
| 20      | 2013          | IndyCar Series | Scott Dixon (Dallara-Honda)             | Charlie Kimball (Dallara-Honda)            | Dario Franchitti (Dallara-Honda)       | Marco Andretti (Dallara-Chevrolet)     | Takuma Satō (Dallara-Honda)            |
| 21      | 2014          | IndyCar Series | Juan Pablo Montoya (Dallara-Chevrolet)  | Hélio Castroneves (Dallara-Chevrolet)      | Carlos Muñoz (Dallara-Honda)           | Juan Pablo Montoya (Dallara-Chevrolet) | Ryan Briscoe (Dallara-Chevrolet)       |
| 22      | 2015          | IndyCar Series | Ryan Hunter-Reay (Dallara-Honda)        | Josef Newgarden (Dallara-Chevrolet)        | Juan Pablo Montoya (Dallara-Chevrolet) | Hélio Castroneves (Dallara-Chevrolet)  | Juan Pablo Montoya (Dallara-Chevrolet) |
| 23      | 2016          | IndyCar Series | Will Power (Dallara-Chevrolet)          | Michail Aljoschin (Dallara-Honda)          | Ryan Hunter-Reay (Dallara-Honda)       | Michail Aljoschin (Dallara-Honda)      | Will Power (Dallara-Chevrolet)         |
| 24      | 2017          | IndyCar Series | Will Power (Dallara-Chevrolet)          | Josef Newgarden (Dallara-Chevrolet)        | Alexander Rossi (Dallara-Honda)        | Takuma Satō (Dallara-Honda)            | Tony Kanaan (Dallara-Honda)            |
| 25      | 2018          | IndyCar Series | Alexander Rossi (Dallara-Honda)         | Will Power (Dallara-Chevrolet)             | Scott Dixon(Dallara-Honda)             | Will Power (Dallara-Chevrolet)         | Sébastien Bourdais (Dallara-Honda)     |
| 26      | 2019          | IndyCar Series | Will Power (Dallara-Chevrolet)          | Scott Dixon (Dallara-Honda)                | Simon Pagenaud (Dallara-Chevrolet)     | Josef Newgarden (Dallara-Chevrolet)    | Will Power (Dallara-Chevrolet)         |